# Блинов, Евгений Михайлович
Евге́ний Миха́йлович Блино́в (род. 21 июля 1948 года, деревня Малиновка Шабалинского района Кировской области, РСФСР, СССР) — советский государственный деятель. Последний председатель Владивостокского горисполкома (1990—1992).

## Биография
Родился 21 июля 1948 года в деревне Малиновка (ныне не существует) Шабалинского района Кировской области в семье шахтёра. В 1964 году поступил в Углегорскую мореходную школу (мореходное училище малого каботажа) в Сахалинской области. В 1967 году получил диплом штурмана малого плавания, после чего на два года был призван в армию. С 1969 года работал на Корсаковской базе океанского рыболовства. В начале 1970-х годов обучался на мореходном факультете Дальрыбвтуза.
С 1983 года работал старшим помощником капитана, а затем капитаном на рыболовецких судах в Тихоокеанском управлении промысловой разведки и научно исследовательского флота (ТУРНИФ). Активно занимался общественной деятельностью: был комсоргом, руководителем профсоюзной организации, состоял в КПСС.
В 1990 году был, по предложению руководства ТУРНИФ, выдвинут на пост секретаря парткома организации, однако взял самоотвод. Затем, опять же под влиянием руководства ТУРНИФ, выдвинул свою кандидатуру на первых альтернативных выборах во Владивостокский городской совет народных депутатов. Подал документы на регистрацию кандидатом в последний день, поэтому не смог получить от государства средств на ведение агитации. Вёл кампанию самостоятельно, взяв пачку открыток «С Днем Победы» (выборы проходили в канун 9 мая) и поставив в них подписи «Поздравляю с праздником, ваш кандидат». По итогам выборов был избран в горсовет. Не последнюю роль в избрании Блинова сыграла жесткая критика, высказанная им в отношении деятельности первого секретаря Первомайского райкома КПСС Владимира Леонова.
15 июня 1990 года, на следующий день после отставки Бориса Фадеева, был избран председателем Владивостокского горисполкома: в первом туре набрал 70, во втором — 114 (из 200) голосов депутатов горсовета. На посту главы города столкнулся с целым рядом проблем, важнейшая из которых — необходимость восстановления города после разрушительного тайфуна «Джуди», прошедшего годом ранее. Несмотря на недостаток опыта в госуправлении, достаточно успешно справлялся с этими проблемами — во многом благодаря набранной им команде из опытных управленцев, а также консультаций со стороны бывшего председателя горисполкома Виктора Нечаюка. Помогло Блинову и то, что в советское время районы Владивостока были отдельными муниципальными образованиями со своими советами и райисполкомами: таким образом, председатель горисполкома мог просто координировать деятельность подчинённых ему районных руководителей. Среди успехов администрации Блинова: ликвидация разрушений, причинённых тайфуном; прокладка трамвайных путей от улицы Третьей Рабочей до площади Баляева; решение проблемы продуктового дефицита путём заключения договора с омскими предприятиями об экспорте владивостокской рыбы в обмен на мясо, масло и молоко; решение проблемы незаконного реэкспорта нефти за рубеж. С 1 января 1992 года город Владивосток перестал быть закрытым городом.
В 1991 году Президент РСФСР Борис Ельцин назначил главой администрации Приморского края Владимира Кузнецова. Взаимоотношения Блинова с Кузнецовым были сложными: по словам первого, это произошло из-за чрезмерной неуступчивости Кузнецова. Впоследствии, уже после своей отставки, оба руководителя наладили хорошие отношения. А вот с первым заместителем главы администрации края Игорем Чернянским Блинов поладил прекрасно: впоследствии Чернянский даже приглашал его на пост вице-губернатора Приморского края.
Отношения Блинова с президентом Ельциным также складывались непросто, несколько раз между ними возникал конфликт. В итоге Ельцин назначил главой администрации Владивостока первого заместителя председателя горисполкома — Владимира Ефремова. После отставки Блинов принимал участие в первых общегородских выборах главы администрации (мэра) Владивостока в июне 1993 года, однако, заняв по результатам подсчета голосов лишь шестое место, проиграл Виктору Черепкову и надолго ушёл из политической жизни.
В постсоветской России стал членом Партии возрождения России. В 2008 году баллотировался на выборах мэра Владивостока, проиграв Игорю Пушкарёву. В 2017 году участвовал в конкурсе на должность главы администрации Владивостока, которая освободилась после ареста и отстранения Игоря Пушкарёва, однако не смог выиграть его.
По состоянию на 2017 год был директором компании «Гранит-ДВ», которая занималась строительством зернового терминала в Большом Камне, одновременно — сторожем ЖЭО № 1 «Владивостокская». По собственным словам, стал сторожем под влиянием своей жены и своего духовника:

Вот мне мой духовник и жена сказали: а слабо тебе пойти в народ, пожить и поработать как простой человек? Ну я и пошел, полгода уже отработал.

## Семья
Верит в Бога, но не считает себя ортодоксальным верующим. Состоял в трёх официальных браках, еще три брака были гражданскими. Является отцом одиннадцати детей: две его дочки вместе с матерью живут на Украине, еще пять девочек — во Владивостоке.
Мать Е. М. Блинова проживает в Липецке.